# Elyleymus ucluetensis
Elyleymus ucluetensis är en gräsart som först beskrevs av Wray Merrill Bowden, och fick sitt nu gällande namn av Bernard René Baum. Elyleymus ucluetensis ingår i släktet Elyleymus och familjen gräs. Inga underarter finns listade i Catalogue of Life.